# (39566) Carllewis
1992 SQ1 (asteroide 39566) é um asteroide da cintura principal. Possui uma excentricidade de 0.22312230 e uma inclinação de 5.33292º.
Este asteroide foi descoberto no dia 26 de setembro de 1992 por Tsutomu Seki em Geisei.